# فرانك كريستيان (عازف جاز)
فرانك كريستيان (بالإنجليزية: Frank Christian)‏ هو عازف جاز أمريكي، ولد في 3 سبتمبر 1887 في نيو أورلينز في الولايات المتحدة، وتوفي في 27 نوفمبر 1973.

## وصلات خارجية
- فرانك كريستيان على موقع ميوزك برينز (الإنجليزية)